# La Cigale

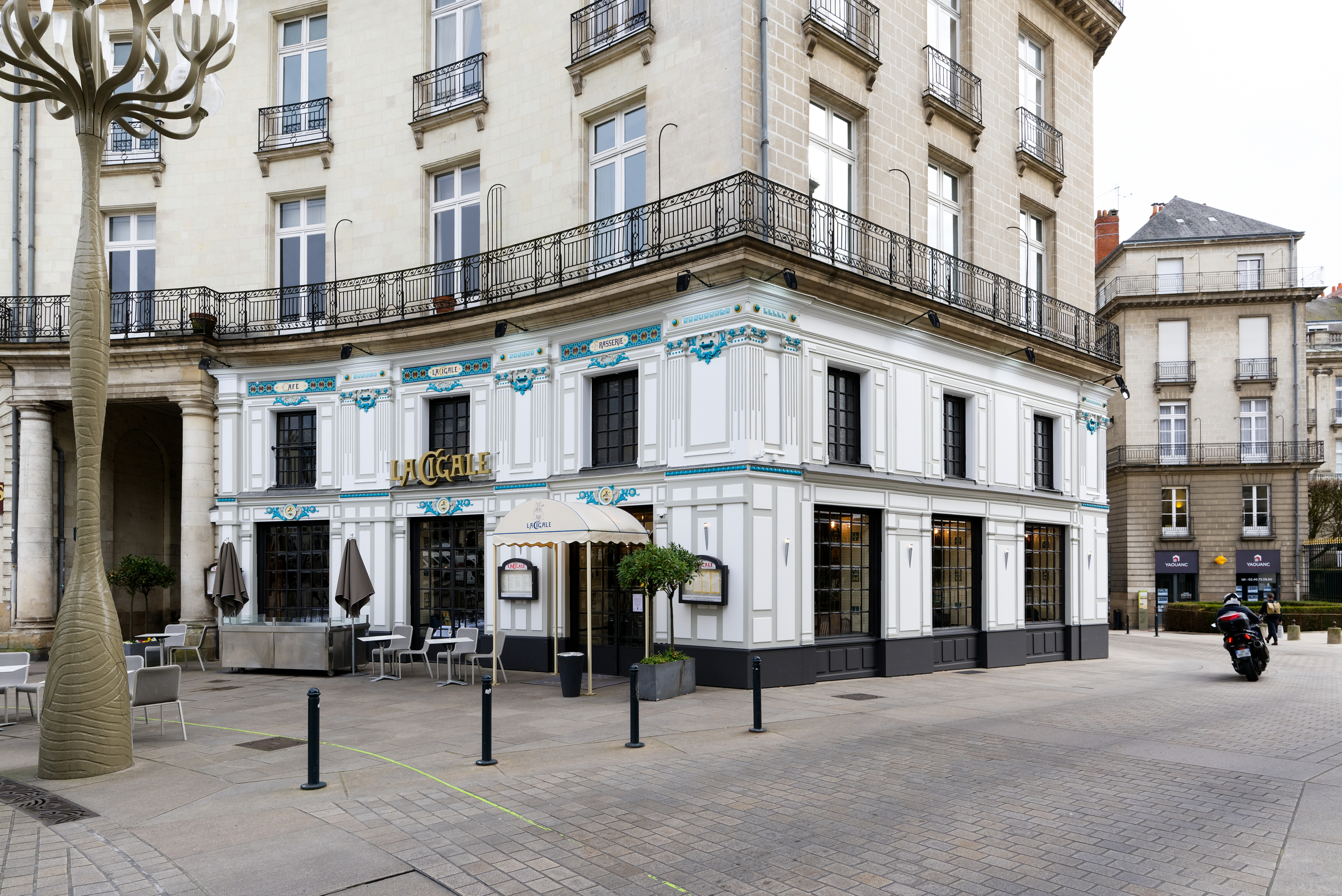
Gevels aan de Place Graslin

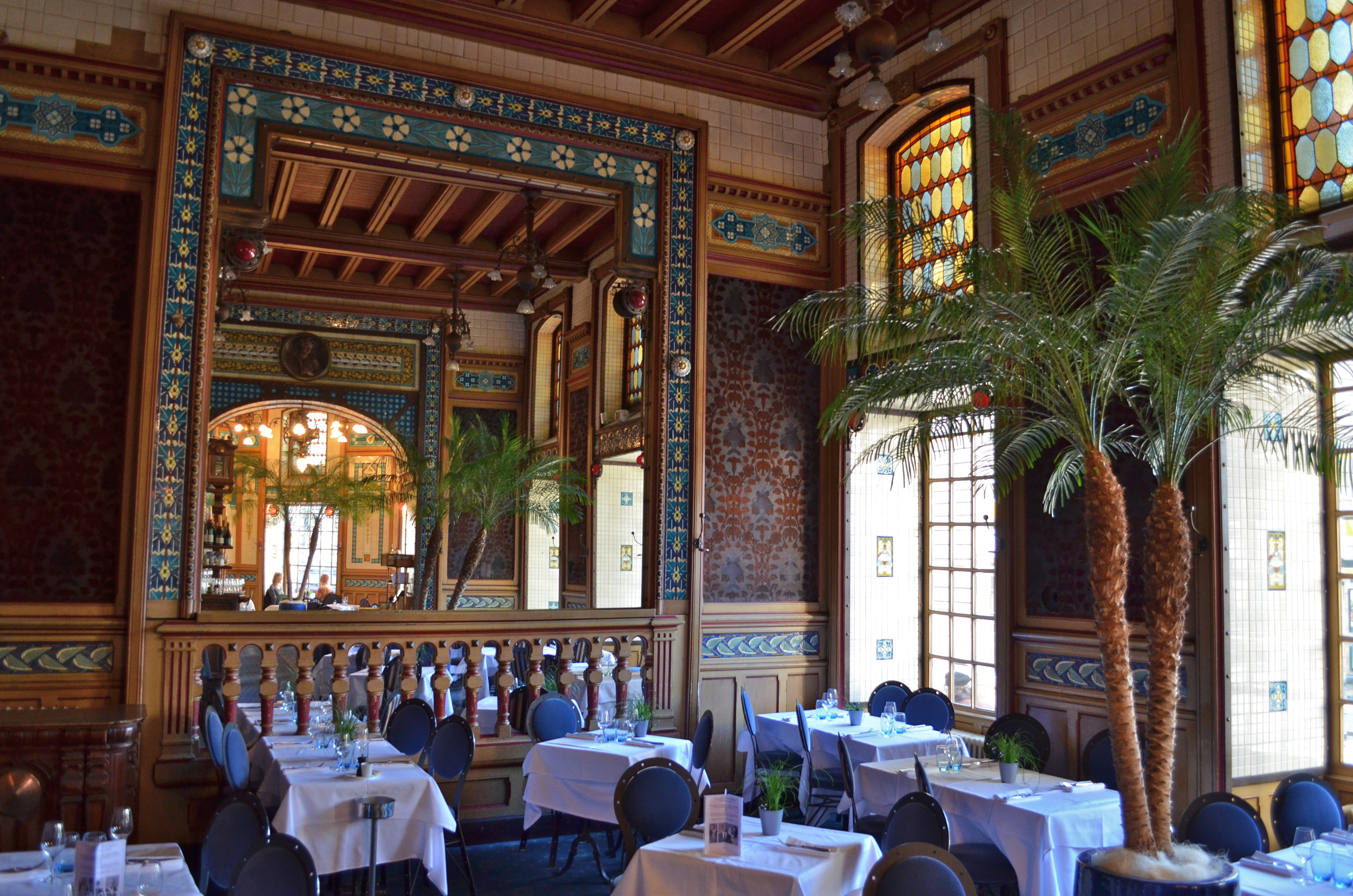
Interieur

La Cigale is een brasserie in de Franse stad Nantes. Ze heeft een art-nouveau-interieur en is beschermd als monument historique.

## Geschiedenis
De brasserie bevindt zich in een neoklassiek gebouw met concave gevel op de Place Graslin. Voorheen huisde er de stoffenwinkel Le Pont Neuf. Voor de transformatie werd een beroep gedaan op de architect-keramist Émile Libaudière. Ook de beeldhouwer Émile Gaucher en de schilder Georges Levreau droegen bij aan het interieur. De uitbater bij de opening in 1895 was Madame Calado.
Door de ligging naast een theater trok La Cigale een burgerlijk en artistiek publiek aan. De groep surrealisten rond André Breton, Jacques Vaché en Jacques Prévert was er vaste klant. In 1964 kwam er een zelfbedieningszaak en was een klassering nodig om het gebouw te bewaren. Yannick Curty en Michel Pavageau maakten er in 1982 opnieuw een brasserie van, na een zorgvuldige restauratie.

## Beschrijving
Het interieur bestaat uit vier zalen. Elk oppervlak is exuberant gedecoreerd in levendige kleuren en diverse materialen. Bijzonder zijn de faïencefriezen met grappige krekelmotieven die Libeaudière liet produceren in Sarreguemines. De plafond- en muurschilderingen zijn van Levreau. Goucher maakte onder meer de houten toonbank met klok. 

## Filmlocatie
Als filmlocatie figureert de brasserie in Lola van Jacques Demy (1961),  Debout les crabes, la mer monte! van Jean-Jacques Grand-Jouan (1983) en Jacquot de Nantes van Agnès Varda (1991).

## Voetnoten
1. 1 2  André Péron, La Cigale, Dictionnaire de Nantes, 2018
2. ↑  Ginette Hell-Girod, L'Esprit des brasseries, 1995, p. 85